# Mercedes-Benz Classe R
La Classe R, sigla di progetto W251, è un'autovettura crossover prodotte dalla casa automobilistica Mercedes-Benz dal 2005 al 2013. Per il solo mercato cinese, questa vettura è stata prodotta ed esportata fino al 2017.

## Storia e profilo
La vettura in sé è classificabile con il termine generico di crossover poiché racchiude in sé le caratteristiche di tre tipologie di vetture, vale a dire: monovolume, station wagon e SUV. La vettura reca la sigla di progetto generica W251, a volte menzionata come T251, dove la lettera T indica il concetto di Tourer.

### Genesi
L'intenzione della Casa tedesca di essere interessata a proporre sul mercato una vettura del genere apparve ben chiara già nel 2002, quando al Salone dell'automobile di Detroit venne presentata la concept Vision GST (dove GST stava per Gran Sport Tourer) che già rivelava in gran parte quelle che sarebbero state le linee della vettura definitiva e la sua destinazione commerciale, ossia la fascia di mercato che avrebbe ricoperto. La Vision GST era infatti equipaggiata con un V8 da 5.5 litri in grado di erogare 360 CV, mentre la trasmissione era affidata a un cambio automatico a 6 rapporti e la trazione era integrale.
La Casa tedesca ribadì la sua intenzione nel gennaio del 2004, ancora a Detroit, quando presentò la Vision GST 2, simile alla precedente ma con caratteristiche, quali i fari posteriori, oramai praticamente identiche a quelle della vettura definitiva (nella concept precedente erano a segmenti orizzontali paralleli, sullo stile delle Ford Mustang). In tale occasione, la GST 2 venne equipaggiata con un nuovo motore, completamente diverso, un ibrido-diesel composto da un'unità a gasolio da 4 litri, utilizzata normalmente nella produzione di serie e in grado di erogare fino a 250 CV, accoppiata a un motore elettrico da 68 CV.
Fu invece al Salone di Parigi, nel settembre dello stesso anno che venne presentata la Vision R, una concept ormai pressoché definitiva in tutto e per tutto. Questa nuova concept montava un 3 litri turbodiesel da 218 CV, accoppiato a un cambio automatico 7G-Tronic a 7 rapporti. Esternamente si riconosceva per il fatto di utilizzare un pianale dal passo accorciato di 235 mm.

### Debutto
Il debutto della vettura definitiva si ebbe al Salone dell'automobile di New York del 2005, dove venne svelata la Classe R destinata alla commercializzazione. La vettura è stata proposta sia nella versione a passo normale (2.95 m con lunghezza di 4.922 m), sia nella versione a passo lungo (3.215 m con lunghezza di 5.157 m). Nel primo caso si parla di W251, mentre nel secondo si parla di V251.

#### Design e interni

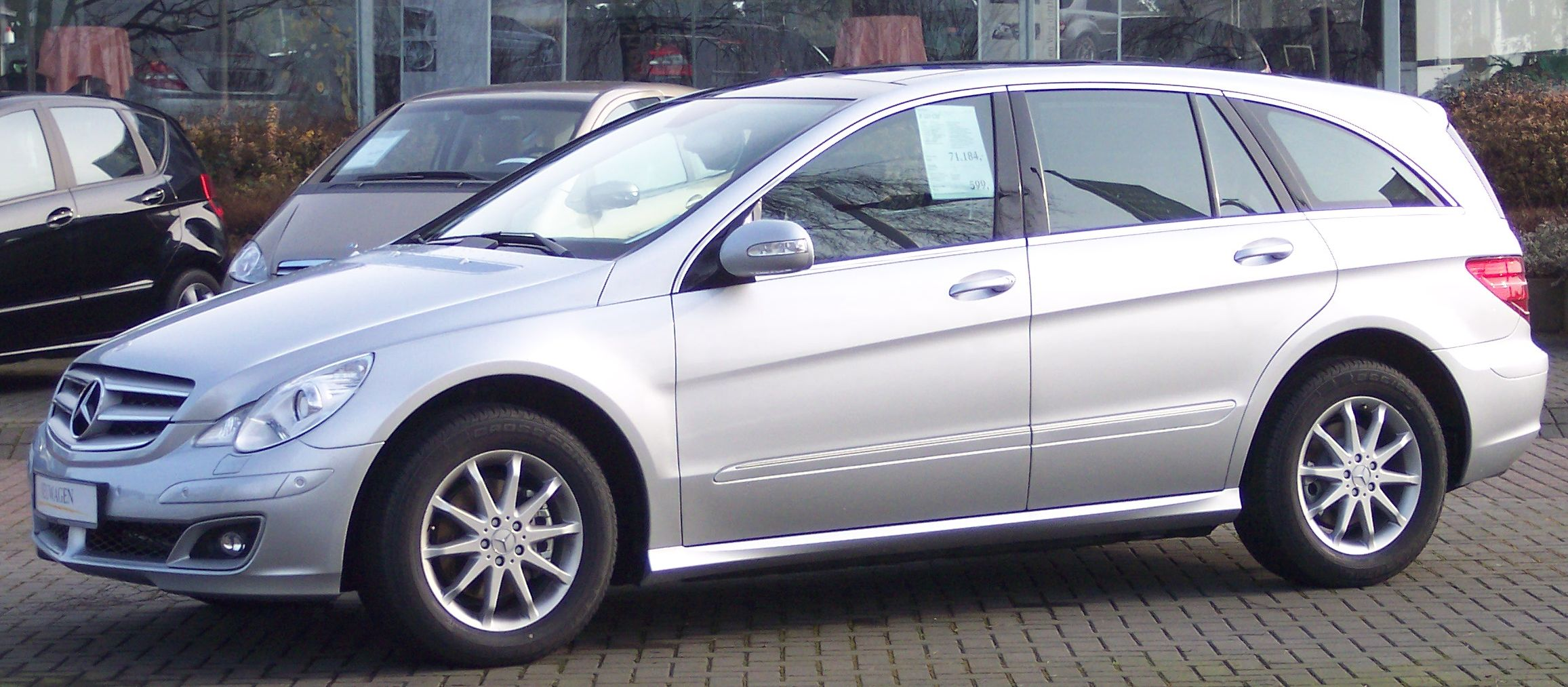
Vista laterale di una Classe R W251

Il frontale è affilato, con la grande calandra trapezoidale della Casa, e con i particolari gruppi ottici ovoidali dotati di un'appendice nei rispettivi lati interni, una caratteristica assente nella prima GST, ma che poi sarebbe comparsa nelle concept seguenti. La vista laterale è quella che offre i contenuti più particolari, a partire dall'andamento del padiglione, dei montanti e delle superfici vetrate: queste ultime disegnano nel loro complesso una forma "a mezzaluna", il cui andamento arcuato sul lato superiore disegna un particolare montante posteriore dalla forma massiccia, e che già era presente nella GST del 2002.
Particolare è anche il disegno del tetto, leggermente discendente nella zona posteriore. Molto alte le linee di cintura, a conferire robustezza e imponenza alla vista generale, mentre sono visibili anche le bombature dei passaruota, in modo da rendere più muscoloso il corpo vettura, grazie anche all'ausilio di grossi cerchi ruota di diametri compresi fra 17 e 19 pollici. Nella vista laterale spicca l'altezza da terra maggiore rispetto alle vetture tradizionali. Posteriormente, già dalla concept GST 2, vennero montati i definitivi gruppi ottici romboidali dagli spigoli fortemente smussati, così da farli apparire quasi "a goccia".
Gli interni sono stati progettati e realizzati principalmente in funzione della massima abitabilità possibile: pur essendo prevista per occupare una fascia alta di mercato, con grossi motori assai prestanti, la W251 non ha un'impronta prettamente sportiva. L'abitacolo è organizzato in tre file di sedili singoli, per un totale di sei posti disponibili; in realtà, la W251 è una vettura a quattro posti, più due che, seppur di fortuna, essendo leggermente rialzati rispetto agli altri, riescono a offrire sufficiente abitabilità ai passeggeri. Il disegno della plancia è ergonomico, così come quello del volante, e la strumentazione prevede l'ormai immancabile display, in questo caso da 6,5 pollici, che funge sia da navigatore satellitare (di serie solo nell'allestimento di punta), sia da lettore DVD. La leva del cambio è al volante anziché sul tunnel della trasmissione: quest'ultimo integra anche diversi portaoggetti. La volumetria del vano bagagli dipende dalla presenza o meno delle due file di sedili posteriori abbattibili: in presenza di questi, la capacità è di 244 litri, ma abbattendo la seconda e la terza fila, si arriva a 1.950 litri per la versione a passo normale, e a 2.436 litri per la versione a passo lungo.

#### Struttura, meccanica e motori
Meccanicamente, la W251 è imparentata con i due grandi SUV Mercedes-Benz, vale a dire la Classe M W164 e la Classe GL X164. Da questi modelli riprende la trazione integrale a controllo elettronico (di serie su tutta la gamma iniziale) con sistema di controllo trazione 4ETS, che permette di distribuire la coppia motrice al 50% tra i due assali, senza bisogno di differenziali autobloccanti.
Le sospensioni anteriori sono a doppi bracci trasversali (configurazione nota anche come quadrilatero alto), mentre il retrotreno è a quattro bracci in lega di alluminio fissati a un telaietto ausiliario. Gli ammortizzatori sono di tipo idraulico, mentre vengono impiegate delle molle elicoidali per i due allestimenti meno ricchi (base e Chrome) tra quelli previsti per il mercato italiano. Il livello di punta, denominato Sport, prevede invece le sospensioni pneumatiche semiattive, che tarano la durezza a seconda del fondo stradale e della velocità di marcia, ma che possono essere anche regolate dal conducente mediante un tasto sulla console centrale.
L'impianto frenante prevede dischi autoventilanti all'avantreno e dischi pieni al retrotreno, coadiuvati da ABS ed ESP, oltre che dal sistema BAS di assistenza alla frenata d'emergenza. Lo sterzo è a cremagliera, con servocomando elettroidraulico.
La gamma motori d'esordio prevedeva tre motori, due a benzina e uno a gasolio:
- R350, con motore V6 da 3498 cm³, in grado di erogare 272 CV di potenza massima;
- R500, con motore V8 da 4966 cm³, della potenza di 306 CV;
- R320 CDI, con motore V6 turbodiesel common rail da 2987 cm³ e in grado di erogare 224 CV di potenza massima.

Le tre motorizzazioni sono disponibili indifferentemente sia nella W251 che nella V251 a passo lungo. A tutte le motorizzazioni è poi abbinato un cambio automatico 7G-Tronic a 7 rapporti e a controllo elettronico.

### Evoluzione

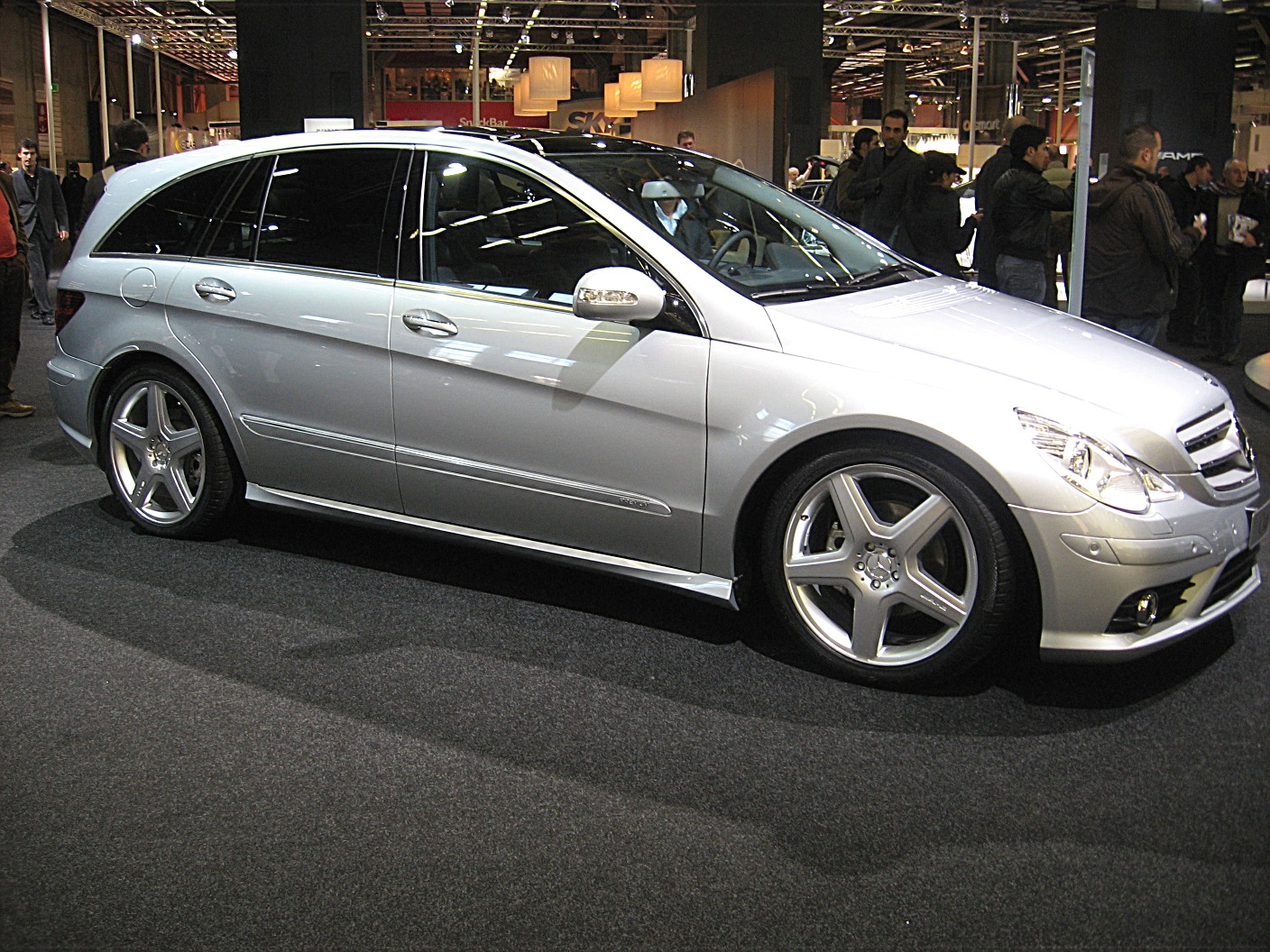
Una R63 AMG

La produzione della Classe R W251 viene avviata nello stabilimento di Vance, presso Tuscaloosa, in Alabama (USA). La commercializzazione viene avviata nell'autunno del 2005, inizialmente solo per il mercato nordamericano (USA e Canada). Successivamente, nei primissimi mesi del 2006, la W251 (ma anche la sorella maggiore V251) debuttano anche in Europa. Nel corso del 2006 la gamma si amplia sia verso il basso che verso l'alto: debuttano infatti la R280 CDI, equipaggiata dallo stesso motore della R320 CDI, ma depotenziato a 190 CV, e la R63 AMG spinta da un poderoso V8 da 6208 cm³ in grado di erogare 510 CV e conferendo alla vettura prestazioni da sportiva. La R63 AMG era anche l'unica della gamma, al momento del suo esordio, a montare di serie i fari allo xeno.
Nel 2007 vi fu l'arrivo di un primo aggiornamento: esteticamente, il pacchetto AMG con paraurti dal disegno sportiveggiante venne incluso nella dotazione di serie, mentre meccanicamente si ebbero più novità: venne introdotta la R280, equipaggiata da un 3 litri della potenza di 231 CV e la R500 vide l'arrivo di un nuovo motore da 5461 cm³, con potenza salita a 388 CV. La R63 AMG venne tolta di produzione, mentre i modelli R350 e R280 CDI furono disponibili anche a trazione posteriore. Quest'ultimo tipo di trazione era invece l'unico disponibile nella R280 a benzina, appena introdotta, e nella R280 CDI a passo lungo (lo stesso modello, ma a passo corto, era invece disponibile anche in configurazione 4x4), mentre la R500 e la R320 CDI rimasero disponibili unicamente a quattro ruote motrici (in diversi altri mercati, però, per la R320 CDI venne prevista anche la trazione posteriore). Su tutta la gamma era possibile avere la Classe R W251 anche in configurazione a 5 posti, estendibile a richiesta con 2 posti supplementari in terza fila. Infine, venne aggiunto un nuovo livello di allestimento, denominato Premium e disponibile in abbinamento a tutte le motorizzazioni presenti nella gamma. Tale allestimento prevedeva di serie il tetto apribile panoramico, fino a quel momento optional per tutta la gamma, e nuovi cerchi da 21 pollici, nonché il sistema di intrattenimento con monitor integrati sul retro dei poggiatesta.

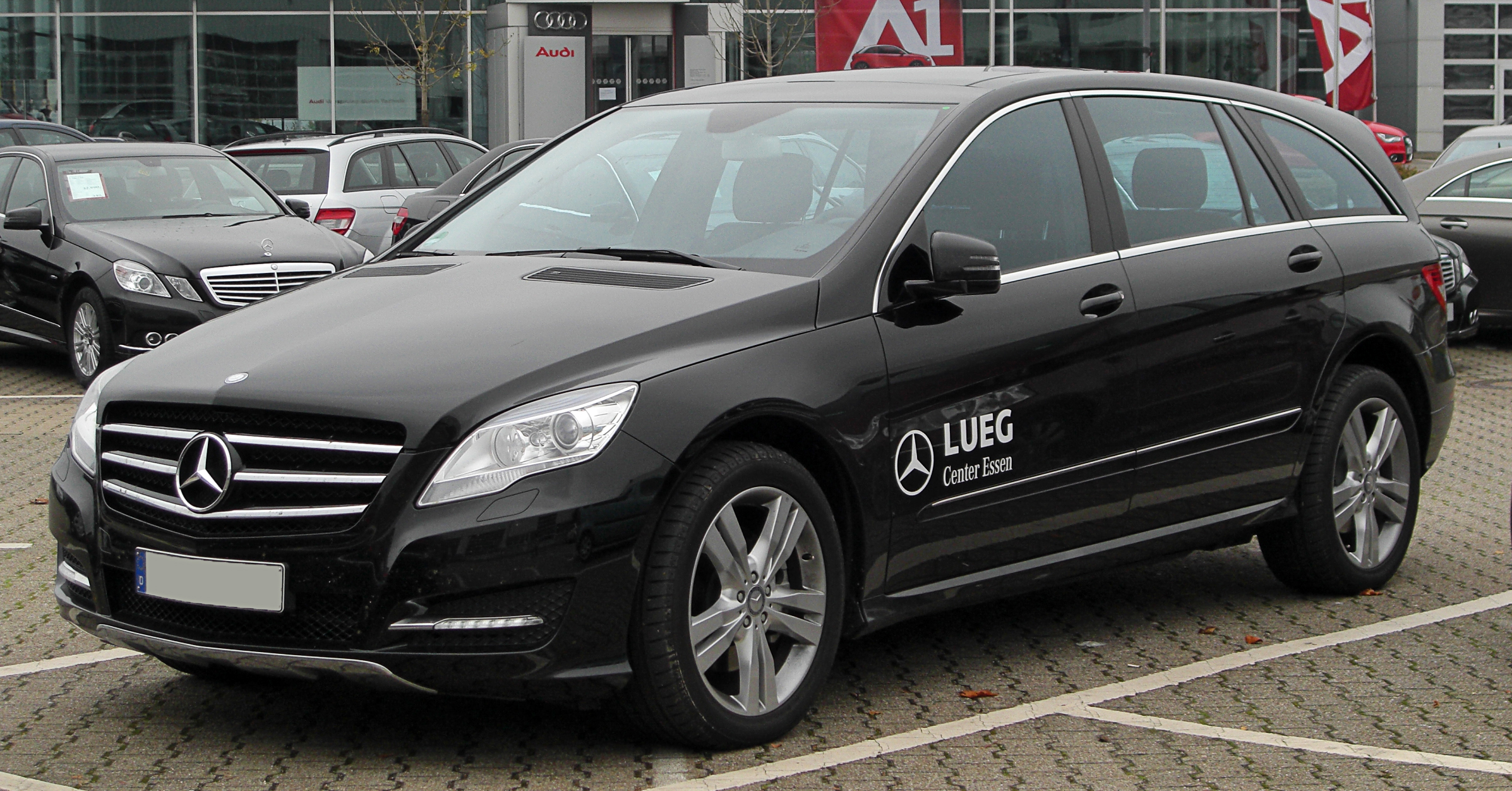
Una Classe R W251 dopo il restyling del 2010

Nel 2009 vi sono stati altri aggiornamenti alla gamma: la R280, la R280 CDI e la R320 CDI vennero ridenominate rispettivamente R300, R300 CDI e R350 CDI, ma tutte senza particolari variazioni sostanziali; le vere novità si videro invece in altre nuove motorizzazioni diesel. Innanzitutto, la R300 CDI venne affiancata dalla R300 CDI BlueEfficiency, il cui motore è stato ottimizzato per consumare e inquinare leggermente meno. Inoltre, venne introdotta la R350 BlueTEC, caratterizzata dal fatto di poter drasticamente abbattere gli ossidi di azoto grazie a un additivo denominato AdBlue opportunamente iniettato a piccole dosi all'interno del catalizzatore, in modo tale che combinandosi con i gas di scarico, ne trasformi la gran parte in azoto puro e vapore acqueo. La R350 BlueTEC è equipaggiata da un 3 litri turbodiesel common rail della potenza di 211 CV e grazie alle sue caratteristiche è già in regola con le normative Euro 6 e pertanto risulta essere uno dei modelli più moderni della gamma Mercedes-Benz, assieme a tutti gli altri che montano lo stesso motore.
Nell'autunno del 2009, viene anche introdotta la versione speciale Grand Edition, riconoscibile per i grossi cerchi da 20 pollici e per le luci diurne a led integrate nel paraurti anteriore, nonché per i gruppi ottici posteriori bruniti. Tale versione è stata prodotta per un anno, fino al secondo restyling della gamma.
Nel 2010, infatti, al Salone di New York viene presentato un nuovo aggiornamento, in concomitanza con un più marcato restyling: vengono infatti ridisegnati i fari anteriori, secondo i più recenti dettami stilistici della Casa, ma anche quelli posteriori beneficiano di un nuovo disegno con plastiche di colori differenti. Ridisegnati anche i paraurti e la calandra, mentre vengono introdotte su tutta la gamma le luci diurne a led. Per quanto riguarda l'abitacolo, vengono utilizzati nuovi materiali per la plancia e per il rivestimento dei sedili, mentre a richiesta sono disponibili i sedili Multicontour che si adattano alla corporatura dell'occupante. Per quanto riguarda i motori, la R350 CDI vede il suo propulsore passare da 224 a ben 265 CV. Inoltre, la versione V251, cioè la lunga, non viene più prevista per alcune versioni, vale a dire la R300, la R350 e la R300 CDI. Al contrario, la R500 e la R350 BlueTEC sono disponibili unicamente con carrozzeria lunga, mentre l'unica a beneficiare di entrambe le carrozzerie è la R350 CDI. Infine, a parte le versioni R300 e R300 CDI, da sempre disponibili solo a trazione posteriore, il resto della gamma viene reso disponibile unicamente con trazione integrale 4Matic.
Dopo il restyling l'unico aggiornamento alla gamma fu l'introduzione del motore M276 da 306 CV per la R350 4Matic BlueEfficiency. Il pensionamento del modello avvenne invece alla fine del 2013 per tutti i mercati tranne che per quello cinese, dove la Classe R è stata esportata per altri quattro anni, fino al settembre del 2017.

#### Riepilogo caratteristiche
| Modello                                                               | Carrozzeria | Sigla telaio | Motore                          | Cilindrata cm³ | Potenza CV/rpm | Coppia Nm/rpm | Massa a vuoto (kg) | Velocità max | Acceler. 0–100 km/h | Consumo (l/100 km) | Emissioni CO2 (g/km) | Anni di produzione |
| Versioni a benzina                                                    |             |              |                                 |                |                |               |                    |              |                     |                    |                      |                    |
| R280                                                                  | normale     | 251.054      | M272E30 (272.945)               | 2996           | 231/6000       | 300/2500-5000 | 2.055              | 222          | 9"6                 | 10,9               | 260                  | 2007-09            |
| R280                                                                  | lunga       | 251.154      | M272E30 (272.945)               | 2996           | 231/6000       | 300/2500-5000 | 2.100              | 222          | 9"7                 | 10,9               | 260                  | 2007-09            |
| R300                                                                  | normale     | 251.054      | M272E30 (272.945)               | 2996           | 231/6000       | 300/2500-5000 | 2.055              | 222          | 9"6                 | 11,3               | 267                  | 2009-12            |
| R300                                                                  | lunga       | 251.154      | M272E30 (272.945)               | 2996           | 231/6000       | 300/2500-5000 | 2.100              | 222          | 9"7                 | 11,3               | 267                  | 2009-10            |
| R350                                                                  | normale     | 251.056      | M272E35 (272.967)               | 3498           | 272/6000       | 350/2400-5500 | 2.055              | 234          | 8"1                 | 11,1               | 265                  | 2007-10            |
| R350                                                                  | lunga       | 251.156      | M272E35 (272.967)               | 3498           | 272/6000       | 350/2400-5500 | 2.100              | 234          | 8"2                 | 11,1               | 265                  | 2007-10            |
| R350 4Matic                                                           | normale     | 251.065      | M272E35 (272.967)               | 3498           | 272/6000       | 350/2400-5500 | 2.080              | 230          | 8"3                 | 11,4               | 271                  | 2006-13            |
| R350 4Matic                                                           | lunga       | 251.165      | M272E35 (272.967)               | 3498           | 272/6000       | 350/2400-5500 | 2.130              | 230          | 8"4                 | 11,5               | 274                  | 2006-10            |
| R350 4Matic BlueEFFICIENCY                                            | normale     | 251.057      | M276DE35                        | 3498           | 306/6500       | 370/3500-5250 | 2.105              | 245          | 7"8                 | 10                 | 233                  | 2012-13            |
| R350 4Matic BlueEFFICIENCY                                            | lunga       | 251.057      | M276DE35                        | 3498           | 306/6500       | 370/3500-5250 | 2.160              | 245          | 7"9                 | 10,1               | 235                  | 2012-13            |
| R500 4Matic1                                                          | normale     | 251.075      | M113E50 (113.971)               | 4966           | 306/5600       | 460/2700-4250 | 2.115              | 245          | 6"9                 | 13,3               | 217                  | 2005-07            |
| R500 4Matic1                                                          | normale     | 251.072      | M273E55 (273.963)               | 5461           | 388/6000       | 530/2800-4800 | 2.145              | 250          | 6"1                 | 12,9               | 306                  | 2007-10            |
| R500 4Matic1                                                          | lunga       | 251.175      | M113E50 (113.971)               | 4966           | 306/5600       | 460/2700-4250 | 2.165              | 245          | 7"                  | 13,3               | 317                  | 2005-07            |
| R500 4Matic1                                                          | lunga       | 251.172      | M273E55 (273.963)               | 5461           | 388/6000       | 530/2800-4800 | 2.190              | 250          | 6"3                 | 12,9               | 306                  | 2007-13            |
| R63 AMG 4Matic                                                        | normale     | 251.077      | M156E63 (156.980)               | 6208           | 510/6800       | 630/5200      | 2.255              | 250          | 5"                  | 16,3               | 387                  | 2006-07            |
| R63 AMG 4Matic                                                        | lunga       | 251.177      | M156E63 (156.980)               | 6208           | 510/6800       | 630/5200      | 2.300              | 250          | 5"1                 | 16,3               | 387                  | 2006-07            |
| Versioni Diesel                                                       |             |              |                                 |                |                |               |                    |              |                     |                    |                      |                    |
| R280 CDI                                                              | normale     | 251.026      | OM642DE30LA red. (642.950 red.) | 2987           | 190/4000       | 440/1400-2800 | 2.120              | 210          | 9"7                 | 9                  | 238                  | 2007-09            |
| R280 CDI                                                              | lunga       | 251.126      | OM642DE30LA red. (642.950 red.) | 2987           | 190/4000       | 440/1400-2800 | 2.150              | 210          | 9"8                 | 9                  | 238                  | 2007-09            |
| R280 CDI 4Matic                                                       | normale     | 251.020      | OM642DE30LA red. (642.950 red.) | 2987           | 190/4000       | 440/1400-2800 | 2.145              | 210          | 9"9                 | 9,3                | 246                  | 2006-09            |
| R300 CDI BlueEfficiency                                               | normale     | 251.026      | OM642DE30LA red. (642.950 red.) | 2987           | 190/4000       | 440/1400-2800 | 2.110              | 210          | 9"7                 | 8,2                | 217                  | 2009-13            |
| R300 CDI                                                              | lunga       | 251.126      | OM642DE30LA red. (642.950 red.) | 2987           | 190/4000       | 440/1400-2800 | 2.170              | 210          | 9"8                 | 9,2                | 242                  | 2009-10            |
| R300 CDI 4Matic                                                       | normale     | 251.020      | OM642DE30LA red. (642.950 red.) | 2987           | 190/4000       | 440/1400-2800 | 2.145              | 210          | 9"8                 | 9,6                | 253                  | 2009-10            |
| R320 CDI 4Matic                                                       | normale     | 251.022      | OM642DE30LA                     | 2987           | 224/3800       | 510/1600-2800 | 2.145              | 222          | 8"7                 | 9,3                | 246                  | 2005-09            |
| R320 CDI 4Matic                                                       | lunga       | 251.122      | OM642DE30LA                     | 2987           | 224/3800       | 510/1600-2800 | 2.195              | 222          | 8"8                 | 9,3                | 246                  | 2005-09            |
| R350 CDI 4Matic                                                       | normale     | 251.022      | OM642DE30LA                     | 2987           | 224/3800       | 510/1600-2800 | 2.175              | 222          | 8"7                 | 9,6                | 253                  | 2009-10            |
| R350 CDI 4Matic                                                       | normale     | 251.122      | OM642DE30LA                     | 2987           | 265/3800       | 620/1600-2400 | 2.175              | 235          | 7"6                 | 8,5                | 223                  | 2010-13            |
| R350 CDI 4Matic                                                       | lunga       | 251.122      | OM642DE30LA                     | 2987           | 224/3800       | 510/1600-2800 | 2.195              | 222          | 8"8                 | 9,6                | 253                  | 2009-10            |
| R350 CDI 4Matic                                                       | lunga       | 251.122      | OM642DE30LA                     | 2987           | 265/3800       | 620/1600-2400 | 2.220              | 235          | 7"7                 | 8,5                | 223                  | 2010-13            |
| R350 BlueTEC 4Matic                                                   | lunga       | 251.124      | OM642DE30LA                     | 2987           | 211/3400       | 540/1600-2400 | 2.260              | 220          | 8"9                 | 8,5                | 223                  | 2009-13            |
| 1 Commercializzata in Nordamerica come R550 4Matic a partire dal 2007 |             |              |                                 |                |                |               |                    |              |                     |                    |                      |                    |